# لا شيء شخصي
لا شيء شخصي هو فيلم من نوع دراما أُصدر في 2009. الفيلم من توزيع موزينت ‏، وهو من إخراج وسيناريو Urszula Antoniak ‏.

## طاقم التمثيل
- بول رونان
- ستيفن ريا
- Wimie Wilhelm [الإنجليزية]‏
- لوت فيربيك
- Aindrias Stack [الإنجليزية]‏
- ان ماري حوران [الإنجليزية]‏

## وصلات خارجية
- لا شيء شخصي على موقع IMDb (الإنجليزية)
- لا شيء شخصي على موقع ميتاكريتيك (الإنجليزية)
- لا شيء شخصي على موقع روتن توميتوز (الإنجليزية)
- لا شيء شخصي على موقع نتفليكس (الإنجليزية)
- لا شيء شخصي على موقع ألو سيني (الفرنسية)
- لا شيء شخصي على موقع Turner Classic Movies (الإنجليزية)
- لا شيء شخصي على موقع أول موفي (الإنجليزية)
- لا شيء شخصي على موقع فيلمافينيتي (الإسبانية)
- لا شيء شخصي على موقع قاعدة بيانات الفيلم (الإنجليزية)
- لا شيء شخصي على موقع ليتربوكسد (الإنجليزية)